# Joan Muyskenmetrobrug
De Joan Muyskenmetrospoorbrug (brug 1640) is een spoorbrug in Amsterdam.
Alhoewel genummerd als brug is het een viaduct. Ze overspant namelijk de Joan Muyskenweg. Rond 1989 werd hier in Overamstel een kunstwerk gebouwd voor de Metro/sneltramlijn 51, die op een steenworp afstand het oostwaarts station Overamstel (op brug 1641) heeft. De brug loop vanaf dit station met een flauwe bocht naar rechts. Net als het station werd dit viaduct op 1 december 1990 officieel in gebruik genomen. Sinds 28 mei 1997 rijdt ook Metrolijn 50 over het viaduct.  

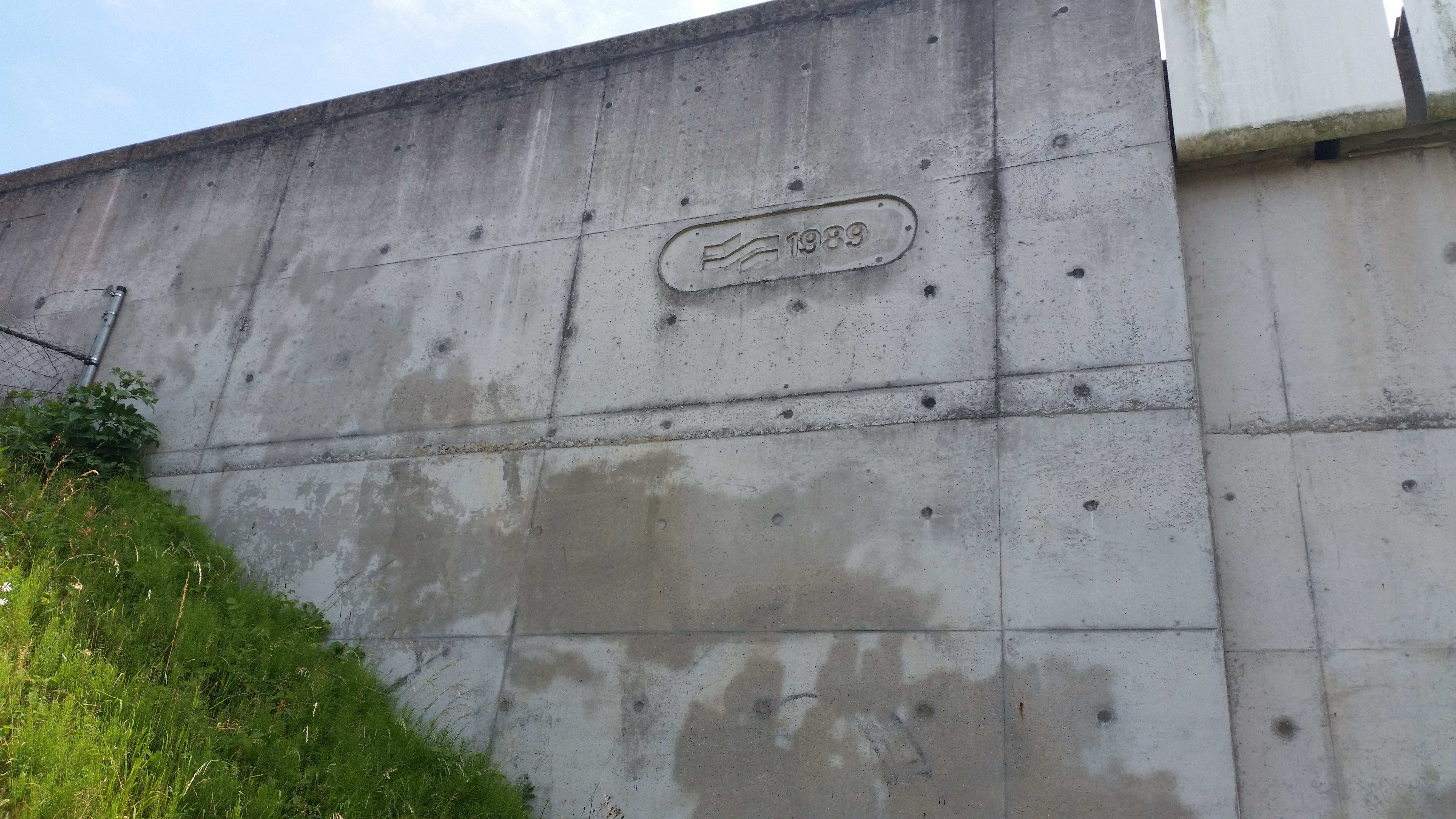
Jaartal en logo van GVB (juni 2018)

<<< · 1601 · 1602 · 1603 · 1604 · 1605 · 1606 · 1607 · 1608 · 1609 · 1610 · 1611 · 1612 · 1613 · 1614 · 1615 · 1616 · 1617 · 1618 · 1619 · 1620 · 1621 · 1622 · 1623 · 1624 · 1625 · 1626 · 1627 · 1629 · 1630 · 1633 · 1634 · 1635 · 1636 · 1637 · 1638 · 1639 ·  1640 · 1641 · 1642 · 1643 · 1644 ·  1645 · 1646 · 1647 · 1648 · 1649 · 1650 · 1651 · 1652 · 1653 · 1654 · 1655 · 1656 · 1657 · 1658 · 1659 · 1660 · 1661 · 1662 · 1663 · 1664 · 1695 · 1696 · 1697 · >>>
Brugnummers  1600, 1628, 1632, 1665-1694, 1698, 1699 zijn niet vergeven. Brug 1631 is in 2019 gesloopt.